# П'ятий трубопровід
П'ятий трубопровід – газопровід у Таїланді, який має забезпечувати транспортування блакитного палива до кількох важливих центрів газотранспортної системи країни. 
В 2011-му на узбережжі Сіамської затоки став до ладу терміналу для імпорту ЗПГ Мап-та-Пхут. Певний час отриманий через нього ресурс видавали через вже існуючу інфраструктуру  – газотранспортний коридор Районг – Бангпаконг, до якої в середині десятиліття приєднався Четвертий трубопровід. Втім, плани подальшого нарощування імпорту ЗПГ призвели до реалізації проекту П'ятого трубопроводу діаметром 1050 мм, введення якого почалось у 2021 році із ділянки завдовжки 72 км. Всього довжина системи має скласти 415 км. 
Траса П'ятого трубопроводу обрана так, щоб він забезпечував сполучення із газовими хабами Бангпаконг (доступ до газопроводів Бангпаконг – Вангной, Бангпаконг – Бангкок-Південь/Талуанг/Каенгкой і потужної ТЕС Бангпаконг) та Вангной (газопроводи Вангной – Накхонсаван, Вангной – Сайной, а також доступ до потужних ТЕС Вангной та ТЕС Утай). При цьому П'ятий трубопровід обходить бангкокську агломерацію зі сходу та півночі і завершується на її північно-західних околицях у Сайной, де можлива передача ресурсу до газопроводу RA6 – Бангкок-Південь та реверсованої ділянки Сайной – Ратчабурі. Крім того, планується сполучити Сайной з однією із клапанних станцій трубопроводу Пілок – Ратчабурі, для чого треба прокласти газопровід завдовжки 120 км з діаметром 750 мм. 
Також можливо відзначити, що від початкової ділянки газопроводу отримує блакитне паливо ТЕС Срірача. 